# Whoopee (film)
Whoopee (Whoopee!) è un film del 1930 diretto da Thornton Freeland. Prodotto da Samuel Goldwyn e Florenz Ziegfeld Jr., il film ripropone lo spettacolo teatrale dallo stesso titolo che, nel 1928, fu uno dei grandi successi della scena musicale di Broadway. Le scene danzate sono dirette da Busby Berkeley; la musica è diretta da Alfred Newman, qui al suo debutto cinematografico.
Gran parte del cast proviene direttamente dallo spettacolo teatrale: il protagonista Eddie Cantor, Ethel Shutta, Paul Gregory, Albert Hackett, Spencer Charters, Jack Rutherford e Chief Caupolican, il capo indiano Aquila Nera. Le Ziegfeld Glorified Girl dal palcoscenico si sono trasformate per lo schermo in Goldwyn Girl (le bellezze di Samuel Goldwyn). Tra di esse, alcuni nomi semi sconosciuti che, in un futuro prossimo, diventeranno fulgenti: Virginia Bruce, Paulette Goddard (al suo terzo film), Betty Grable (al quarto film), Ann Sothern.

## Trama
In un ranch del selvaggio West, Sally Morgan, la figlia del proprietario, è innamorata dell'indiano Wanenis. Suo padre, però, approfittando della lontananza di Wanenis, andato a studiare in città, convince Sally a fidanzarsi con lo sceriffo Bob Wells. La ragazza progetta la fuga e convince Henry Williams - un ipocondriaco che crede sempre di essere preda di qualunque malanno - ad aiutarla a scappare con la sua vecchia e sgangherata Ford. Morgan e Wells si mettono sulle loro tracce, mentre i due fuggitivi restano a corto di carburante. Lo rubano allora da una macchina che appartiene a Jerome Underwood. Sarà al ranch di costui che Sally e Henry capiteranno, affamati.
Quando gli inseguitori visitano il ranch di Underwood, Henry - che ora fa il cuoco - si presenta con la faccia dipinta di nerofumo, spacciandosi per nero. Riesce a sfuggire allo sceriffo e si rifugia nella riserva indiana. Wanenis, intanto, è tornato nella sua terra, abbandonando gli studi convinto che un indiano non può sposare una donna bianca. Sally sta per essere portata via da suo padre. Ma una donna indiana forza il capo Aquila Nera a confessare che Wanenis, in realtà, è suo figlio adottivo, un orfano i cui veri genitori erano una coppia di bianchi. Adesso, Morgan acconsente al matrimonio dei due giovani. Anche Henry trova la sua anima gemella in Mary Custer, la sua devota infermiera che ha conquistato il malato immaginario prendendosene cura amorevolmente .

### Pezzi musicali
- My Baby Just Cares for Me di Walter Donaldson (musica) e Gus Kahn (parole)

## Produzione
Il film fu prodotto dalla Samuel Goldwyn Company. Venne girato in California: per gli esterni, le riprese furono effettuate a Palm Springs. Gli interni vennero girati ai Samuel Goldwyn Studios, al 7200 di Santa Monica Boulevard, West Hollywood.

## Distribuzione
Distribuito dalla United Artists, il film fu presentato da Florenz Ziegfeld Jr. e da Samuel Goldwyn in prima a New York il 30 settembre 1930; uscì nelle sale cinematografiche statunitensi il 5 ottobre dello stesso anno. La pellicola ebbe una distribuzione internazionale. In Italia uscì nel 1932, mentre in Portogallo uscì il 30 aprile 1934 con il titolo O Grito Selvagem. In totale, il film incassò 2.300.000 dollari.

### Premi e riconoscimenti
Lo scenografo Richard Day fu candidato nel 1931 all'Oscar per la migliore scenografia.